# رافاييل كارستن
رافاييل كارستن (بالفنلندية: Rafael Karsten)‏ هو عالم اجتماع وكاتب ومؤلف فنلندي، ولد في 16 أغسطس 1879 في Karttula ‏ في فنلندا، وتوفي في 21 فبراير 1956 في هلسنكي في فنلندا.